# Psilopygida walkeri
Psilopygida walkeri is een vlinder uit de familie van de nachtpauwogen (Saturniidae), uit de onderfamilie van de Ceratocampinae.
De wetenschappelijke naam van de soort is voor het eerst gepubliceerd door Augustus Radcliffe Grote in 1867.
De soort komt voor in Colombia, Venezuela, Brazilië, Bolivia en Paraguay.